# Lycaena sternitzkyi
Lycaena sternitzkyi är en fjärilsart som beskrevs av Gunder 1927. Lycaena sternitzkyi ingår i släktet Lycaena och familjen juvelvingar. Inga underarter finns listade i Catalogue of Life.